# Río Dease
El río Dease es un río canadiense de la cuenca del Mackenzie que fluye a través del noroeste de la Columbia Británica (Canadá) y es afluente del río Liard. El río desciende del lago Dease, aunque su origen está en la cabecera del arroyo Little Dease en el pico Snow, aproximadamente a 50 kilómetros al oeste del lago. El río fluye 265 kilómetros generalmente hacia el noreste, desembocando en el río Liard cerca de Lower Post, Columbia Británica. En largas secciones el río es acompañado en paralelo por la autopista Cassiar, lo que contribuye a convertirlo en un destino popular para piragüistas, kayakistas y balseros.
La zona tiene una rica historia. Es importante para la historia de las Primeras Naciones de Tahltan y Kaska, que continúan residiendo a lo largo del río. El primer europeo conocido que visitó el río fue John McLeod  (1795-después de 1842), un comerciante de pieles escocés y explorador de la Compañía de la Bahía de Hudson (HBC), en agosto de 1831. Nombró el río en honor a Peter Warren Dease, en ese momento agente del Distrito del río Mackenzie de la Compañía de la Bahía de Hudson. En 1837, Robert Campbell estableció un puesto de comercio de pieles de la Compañía de la Bahía de Hudson en el lago Dease. La comunidad del lago Dease tiene una población de aproximadamente 650 habitantes y es el principal centro de la cuenca del río.
En el cuento corto de Jack London, «Amor a la vida», el protagonista trata de abrirse paso hasta «el río Dease», donde tiene escondido un alijo de comida y suministros.